# Debenec
Debenec je naselje v občini Mirna.
Debenec je razloženo naselje na vinorodnem pobočju Debenca (560 m), ki se strmo spušča v dolino Zabrščice, pritoka Mirne. Vrh hriba in njegove nižje dele porašča listnati gozd, predvsem bukev in kostanj, srednji deli strmih pobočij pa so zasajeni s trto. Prst je peščena in težka za obdelavo zato so njivske površine skromne. Pridelujejo tudi nekaj sadja, zlasti hruške, v dolini pa teče studenec Na koritu. Na koncu naselja je planinska koča, ki je poleti stalno oskrbovana, s spominsko ploščo 16 padlim borcem iz bližnje okolice, tukaj pa je bil med zadnjo vojno sedež mokronoškega odreda. Vrh Debenca je bil v preteklosti razgledni stolp.